# ちょこバス
ちょこバスは、東京都東大和市が運営するコミュニティバス。2003年2月1日運行開始。愛称は「ちょこっとお出かけ」「ちょこっと小さめ」から命名された。西武バス小平営業所が運行受託している。

## 概要
交通空白地域の解消や市役所へのアクセスを目的として、2003年2月1日に運行開始された。
多摩都市モノレール線上北台駅を起終点として、市内を循環する路線「循環ルート」が設定されている。両方向循環となっており、それぞれ「外回り」「内回り」と呼ばれる。2016年9月までは東大和市役所が起終点であった。
2015年2月23日より新路線として、西武拝島線東大和市駅から起終点の東大和市役所を経由して、西武拝島線・多摩都市モノレール線の玉川上水駅を結ぶ「往復ルート」の運行が開始された。
2015年2月23日のダイヤ改正で、朝晩と昼で異なるルートを改め、運行時間帯は常に同じルートとなった。現在の循環ルートは、ダイヤ改正前の朝晩ルートである。
始発は6時台、終バスは21時台と比較的営業時間が長いため、朝夕時間帯には通勤通学客の利用も見られる。
朝夕60分・日中90分間隔の運行で、その理由は多摩湖の湖畔地区（北側丘陵地）の経路が小型バスでも対向が困難なほど狭隘で、湖畔地区で対向しないようにダイヤを設定しているためである。
運賃は全線均一で、2015年2月23日の運行ルート改正にあわせ、これまでの大人100円から大人180円（IC175円、子供半額）に改定された。同時にPASMO、Suicaといった交通系ICカードが利用可能となった（バス利用特典サービス対象外）。東京都シルバーパスは利用できない。車内で専用回数券や一日乗車券を発売している。

## 沿革
- 2003年（平成15年）2月1日 - 運行開始。当初は停留所45か所、終日60分間隔。
  - 当初の経路：上北台駅 - 奈良橋市民センタ - 湖畔 - 武蔵大和駅入口 - 江戸街道 - ハミングホール - 東大和市役所 - 上北台駅
- 2009年（平成21年）9月1日 - 運行経路を時間帯別に、ダイヤを朝夕60分間隔、日中90分間隔に変更。
- 2015年  (平成27年)  2月23日 - 「循環ルート」と新たに玉川上水駅 - 東大和市役所 - 東大和市駅を結ぶ「往復ルート」の終日2ルート運行開始。運賃を大人100円から180円へ改定。
- 2016年  (平成28年)  10月1日 - ダイヤ改正。往復ルートに『総合福祉センター「は～とふる」』停留所を新設および『市民体育館』停留所を『東大和市ロンドみんなの体育館（戦災建造物「変電所」）』停留所に改称。循環ルートの起終点を『上北台駅』に変更および『みのり福祉園北』停留所を『立野東公園南』停留所 に改称[1]。
- 2017年（平成29年）9月1日 - 往復ルートのダイヤ改正予定[2]。

## 現行路線
2016年10月現在の運行経路。
※循環ルート、往復ルート並走停留所

### 循環ルート
- 上北台駅 - 中北台 - 上北台団地東 - 東大和四中南 - 東大和八小北 - 立野東公園南 - 都立東大和高校南※ - 東大和市役所※ - 東大和市役所入口※ - 中央二丁目※ - 東大和病院 - 南街入口 - ハミングホール北 - 都営向原アパート※ - 仲原四丁目 - 仲原三丁目 - 消防署 - 江戸街道 - 東大和六小北 - 清水六丁目 - 上砂台 - 清水大橋 - 庚申街道 - 清水集会所 - 武蔵大和駅入口 - 清水観音堂 - 清水一丁目 - やまと苑 - 多摩湖堤防下 - 狭山一丁目 - 湖畔 - 湖畔集会所 - 東大和公園入口 - 二ツ池公園 - 奈良橋川 - 奈良橋市民センター - 郷土博物館入口 - 八幡通り - 芝中団地北 - 芝中団地中央 - 上北台駅

### 往復ルート
- 東大和市駅 - 南街四丁目 - ハミングホール - 都営向原アパート※ - 東大和病院北 - 中央二丁目※ - 東大和市役所入口※ - 東大和市役所※ - 都立東大和高校南※ - いちょう通り - 東大和グリーンタウン - 南街 - 東大和市ロンドみんなの体育館（戦災建造物「変電所」） - 総合福祉センター「は～とふる」 - 玉川上水駅

## 過去の路線

### 朝晩ルート
2015年2月22日までのルート。現行の循環ルートの前身。
- 上北台駅 - 芝中団地西 - 芋窪 - 奈良橋市民センター - 湖畔 - 武蔵大和駅入口 - 清水六丁目 - 東大和六小北 - 東大和病院 - 南街三丁目 - 上北台団地東 - 上北台駅

### 昼間ルート
2015年2月22日までのルート。
- 上北台駅 - 四ツ街道 - 芋窪 - 奈良橋市民センター - 湖畔 - 武蔵大和駅入口 - 清水六丁目 - 東京街道団地中央 - 東大和六小北 - 東大和病院 - 市役所 - 南街 - 桜街道駅 - 上北台団地東 - 上北台駅

### 運行開始時のルート
2003年2月1日運行開始当初のルート。停留所45か所、終日60分間隔。
- 上北台駅 - 奈良橋市民センタ - 湖畔 - 武蔵大和駅入口 - 江戸街道 - ハミングホール - 東大和市役所 - 上北台駅

## 車両

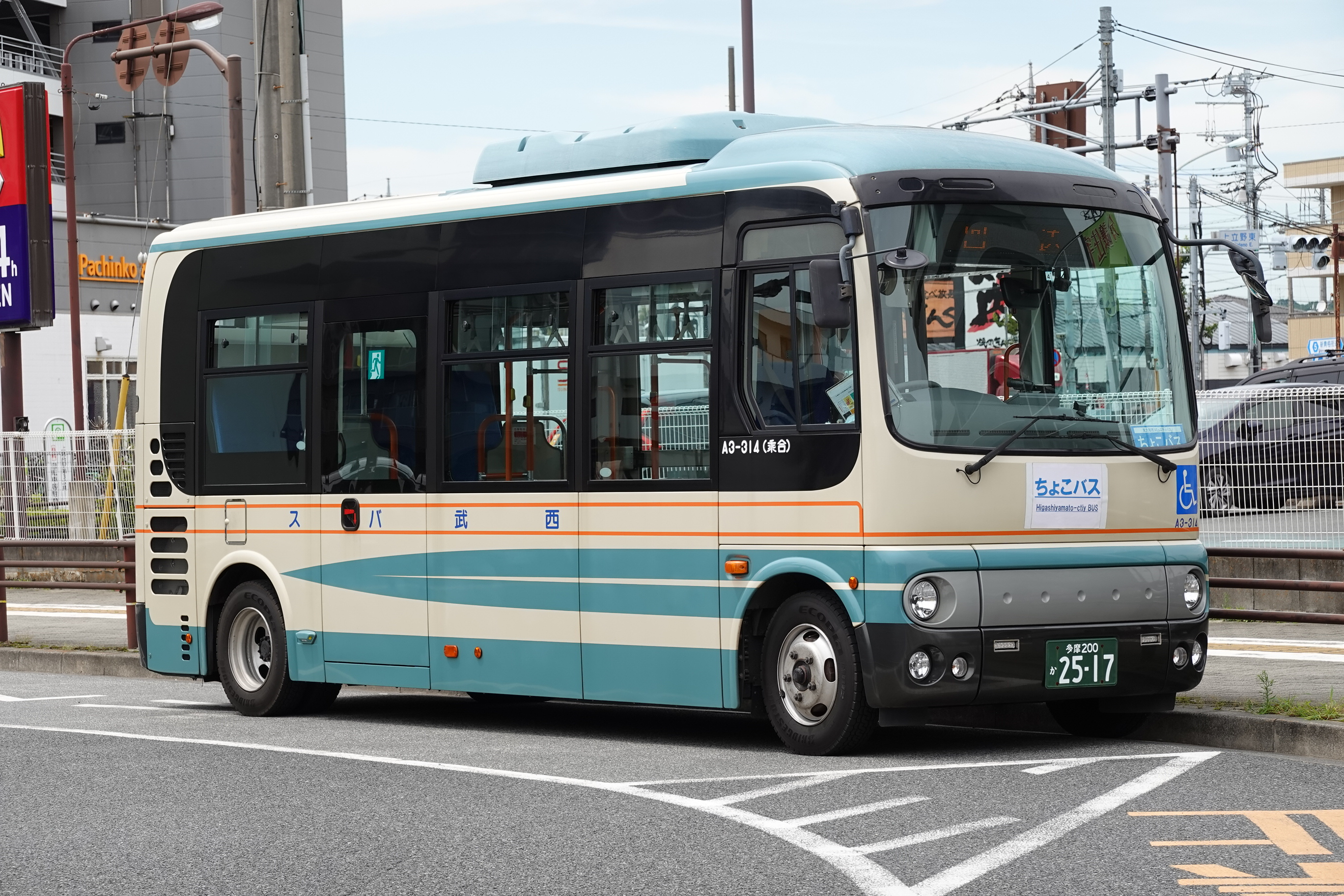
点検時に使用される西武バス塗色の共通予備車（日野・ポンチョ）

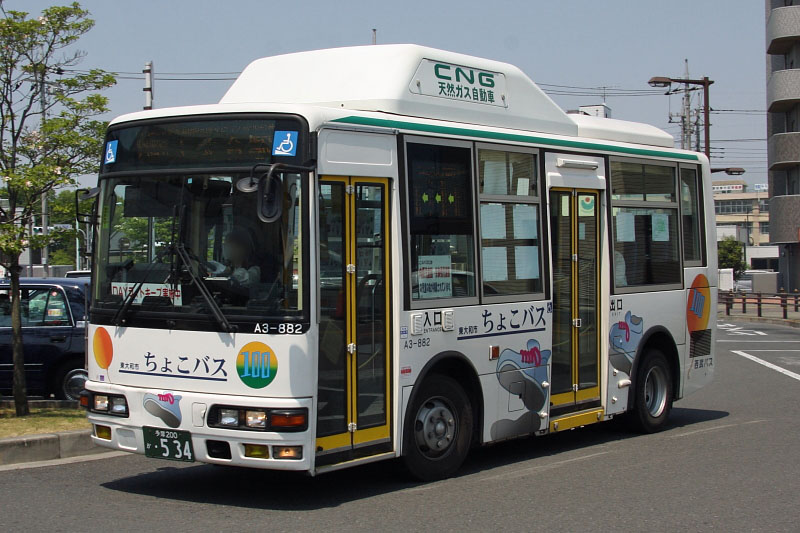
過去のちょこバス専用車両（三菱ふそう・エアロミディME(CNG仕様））

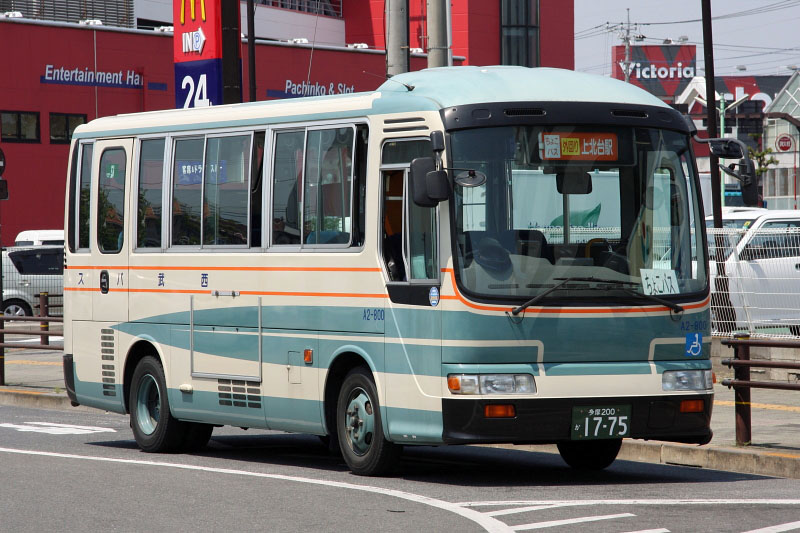
過去の西武バス塗色の共通予備車（日野・リエッセ）

小型車の専用車両が使用される。ただし整備や点検などの場合は、西武バス塗装のコミュニティバス共通予備車（日野・ポンチョ）が代走することがある。

### 現行車両
- 日野・ポンチョ（ロングボディ）
  - 新型車両が2014年に1台、2015年2月23日からの新ルート運用開始にあわせて2台導入され、初代車両を置き換えた。
  - 3台はそれぞれ絵柄の異なるラッピングバスとなっており、2014年式の車両には東大和市観光キャラクター「うまべぇ」、2015年式の2台には市内の観光名所として、多摩湖と旧日立航空機立川工場変電所が描かれている。
  - 車両点検時は、西武カラーのA3-313、A3-314（小平市にじバス・東村山市グリーンバスとの共通予備車）が代走に入る。

### 過去の車両
- 三菱ふそう・エアロミディME
  - 2003年の運行開始時に導入された専用車両。ノンステップバスで、環境に配慮したCNG車を3台（A3-880～882）採用していた[3]。CNG改造はフラットフィールドによる[4]。
- 日野・リエッセ
  - 予備車として2台が在籍した。2013年に日野・ポンチョのA3-313、A3-314が導入され、滝山営業所に転属した。